# Tupolev Tu-116
Tupolev Tu-116 byl sovětský dopravní letoun pro přepravu sovětských státních činitelů. Býval označován i jako Tu-114D, proto hrozí nebezpečí záměny se stejně označenou modifikací letounu Tu-114. Vznikl roku 1957 přestavbou rozestavěných bombardérů Tupolev Tu-95. Do původního úzkého trupu letounu byla zabudována přetlaková kabina pro 20–24 pasažérů. Vstup pro cestující byl zespodu přes ocasní část.
Letoun měl sloužit i jako záloha při opoždění vývoje dopravního Tu-114, který Nikita Chruščov použil k návštěvě USA. Úpravou dvou Tu-95, MSN 402 a 409, vznikly dva stroje Tu-116. Ani jeden nakonec nebyl nikdy použit k přepravě hlavy státu.
Po letových testech byla obě dopravní letadla přeřazena k sovětskému letectvu a sloužila k různým účelům až do začátku devadesátých let. 

## Specifikace (Tu-116)

### Technické údaje
- Osádka: 7–8
- Kapacita: 24 cestujících (60 maximálně)
- Užitečné zatížení: 32 000 kg max.
- Rozpětí: 54,1 m
- Délka: 46,17 m
- Výška: 15,5 m
- Nosná plocha: 311,1 m²
- Hmotnost prázdného stroje: 93 500 kg
- Maximální vzletová hmotnost: 182 000 kg
- Pohon: 4× turbovrtulový motor Kuzněcov NK-12MV, každý o výkonu 15 000 hp

### Výkony
- Maximální rychlost: 900 km/h (563 mph) 489 uzlů
- Cestovní rychlost: 800 km/h
- Dolet: 10 750 km
- Dostup: 12 000 m
- Plošné zatížení: 421 kg/m²
- Poměr výkon/hmotnost: 168 W/kg